# Ivar Ballangrud
Ivar Ballangrud   (Lunner, 7 de març de 1904 - Trondheim, 1 de juny de 1969) fou un patinador de velocitat sobre gel noruec, un dels més importants de les dècades del 1920 i 1930.

## Biografia
Va néixer el 7 de març de 1904 a la població de Lunner, situada al comtat d'Oppland.
Morí l'1 de juny de 1969 a la seva residència de Trondheim

## Carrera esportiva
En els Jocs Olímpics d'Hivern de 1928 realitzats a Sankt Moritz (Suïssa) Ballangrud participà en dues proves de patinatge de velocitat, aconseguint la victòria en els 5.000 m. i el tercer lloc en els 1.500 m.. En els Jocs Olímpics d'Hivern de 1932 realitzats a Lake Placid (Estats Units) només va poder aconseguir la medalla de plata en la prova de 10.000 m. davant el gran domini dels patinadors nord-americans. El gran moment de Ballangrud, però, foren els Jocs Olímpics d'Hivern de 1936 realitzats a Garmisch-Partenkirchen, on aconseguí la victòria en les proves de 500, 5.000 i 10.000 m. així com el segon lloc en els 1.500 metres.
Al llarg de la seva carra a part d'aquestes set medalles olímpiques aconseguí la victòria en el Campionat del Món de patinatge de velocitat els anys 1926, 1932, 1936 i 1938; la victòria en el Campionat d'Europa els anys 1929, 1930, 1933 i 1936; i la victòria en el campionat nacional del seu país els anys 1926, 1929, 1930, 1936 i 1939.

### Rècords del món
| Prova    | Temps   | Data                | Seu   |
| -------- | ------- | ------------------- | ----- |
| 5.000 m  | 8:24.2  | 19 de gener de 1929 | Davos |
| 5.000 m  | 8:21.6  | 11 de gener de 1930 | Davos |
| 3.000 m  | 4:49.6  | 29 de gener de 1935 | Davos |
| 5.000 m  | 8:17.2  | 18 de gener de 1936 | Oslo  |
| 10.000 m | 17:14.4 | 6 de febrer de 1938 | Davos |

Font: SpeedSkatingStats.com

### Rècords personals
| Prova    | Temps   | Data                 | Seu          | Rècord del món |
| -------- | ------- | -------------------- | ------------ | -------------- |
| 500 m    | 42.7    | 31 de gener de 1939  | Sankt Moritz | 41.8           |
| 1.000 m  | 1:29.3  | 24 de febrer de 1937 | Oslo         | 1:28.4         |
| 1.500 m  | 2:14.0  | 29 de gener de 1939  | Davos        | 2:14.9         |
| 3.000 m  | 4:49.6  | 29 de gener de 1935  | Davos        | 4:59.1         |
| 5.000 m  | 8:17.2  | 18 de gener de 1936  | Oslo         | 8:18.9         |
| 10.000 m | 17:14.4 | 6 de febrer de 1938  | Davos        | 17:17.4        |